# Ceratomia sonorensis
Espèce
Ceratomia sonorensis, est une espèce insectes lépidoptères (papillons) de la famille des Sphingidae, de la sous-famille des Sphinginae et de la tribu des Sphingini.  

## Description
L'envergure varie de 84 à 89 mm. Le dessus des ailes antérieures est gris foncé avec des rayures et des taches noires et des taches blanchâtres. L'ourlet est en noir et blanc. Les ailes postérieures sont brun foncé et avec des bandes basales gris pâle sur le dessus. Ils ont également deux lignes noires en obliques. Le espèces la plus proche visuellement et ceratomia undulosa. Mais elle a une couleur plutôt grisâtre, tandis que Ceratomia undulosa a une composante verte dans la couleur primaire. De plus, cette espèce a une bande médiane assez distincte sur les ailes antérieures,qui manque chez Ceratomia sonorensis. Les deux espèces ont des aire de répartition différentes. Par conséquent, Ceratomia sonorensis est  plus susceptible d’être confondu avec Manduca florestan, qui est toutefois beaucoup plus grand et plus résistant. De plus, cette espèce a une ligne sub-marginale blanche sur les ailes antérieures, Ceratomia sonorensis ne l'a pas. Elle a un collier noir sur le thorax très marqué, qui continue à la base antérieure. L'espèce est peu variable dans le motif des ailes antérieures, la tache du disque blanc peut être grandement réduite, voire manquante. 
Les chenilles sont assez minces. Elles ont sept paires de bandes latérales blanches et obliques et une longue corne anale légèrement grainée. Leur couleur de base varie du bleu-vert clair au brun foncé. Les spécimens de la variante de couleur bleu-vert sont monochromes, les autres sont plus foncés à l'arrière que la zone située sous les stigmates.

## Répartition et habitat
Répartition
L'espèce est connue au Mexique et dans le sud-est de l'Arizona. 
Habitat
En haute altitude dans les associations de chênes et de pins-chênes dans les forêts madrilènes de Sonora.

## Biologie
Il y a une génération par an. Les adultes volent de juillet à août.
Les chenilles se nourrissent sur diverses espèces des genres Fraxinus.

## Systématique
- L'espèce a été décrite par l'entomologiste américain Ronald W. Hodges en 1971 [1].
- La localité type est Madera Canyon, 4 880 m, Santa Rita Mts., Comté de Santa Cruz (Arizona).